# ويليام آرمسترونغ
ويليام آرمسترونغ (بالإنجليزية: William Armstrong)‏ هو طبيب أسترالي، ولد في 19 أبريل 1892 في Albert Park, Victoria ‏ في أستراليا، وتوفي في 12 مارس 1968 في Newtown, Victoria ‏ في أستراليا.

## وصلات خارجية
- ويليام آرمسترونغ على موقع AustralianFootball.com (الإنجليزية)
- ويليام آرمسترونغ على موقع AFLtables.com (الإنجليزية)